# Marcelo Tinelli
Marcelo Hugo Tinelli (San Carlos de Bolívar, 1º aprile 1960) è un conduttore televisivo, imprenditore, produttore cinematografico, radiofonico e televisivo argentino.

## Biografia
Inizialmente lavora come commentatore in radio di programmi sportivi, poi a partire dal 1990 crea un programma, Videomatch.
È l'ideatore della serie televisiva Il mondo di Patty, è apparso nell'ultimo episodio della prima stagione della serie come il conduttore di Cantando por un sueno 2007, dove i due gruppi si sono dovuti affrontare.
Nel 2003 appare nella telenovela Costumbres argentinas.
Durante i suoi anni di carriera televisiva, Tinelli è stato conduttore e produttore di spettacoli comici, di intrattenimento e di talento come Ritmo de la noche, Canta conmigo ahora e i famosi e indimenticabili Videomatch e Showmatch. Allo stesso modo, ha iniziato la sua carriera in radio in giovanissima età, essendo all'epoca cadetto di un programma sportivo.
Inoltre, è anche uno dei principali produttori audiovisivi su diversi canali televisivi del suo paese, tra cui Telefe e El Trece, quest'ultimo, prima con i prodotti della sua ex casa di produzione, Ideas del Sur, di cui è stato il fondatore e è con la sua nuova casa di produzione LaFlia Contenidos.